# Targówek (stacja kolejowa)
Targówek – stacja kolejowa w Warszawie na nieistniejącej już linii Mareckiej Kolei Dojazdowej i Targówek – Warszawa Most.